# 普氏南鰍
普氏南鰍（學名：Schistura pridii）為輻鰭魚綱鯉形目條鰍科南鰍屬的其中一種。被IUCN列為瀕危保育類動物，分布於亞洲泰國湄南河流域，本魚體細長，口下位，具觸鬚3對，體色黃色，身體有四條黑色的橫帶, 通常形成鞍狀斑沿著背鰭中線, 而且在每個鞍狀斑中的背部中央的線上具有一個圓形的黃色斑塊，背鰭軟條10枚，臀鰭軟條8枚，體長可達3.8公分，棲息在水流湍急、岩石底質的河川底層水域，生活習性不明。

## 扩展阅读
維基物種上的相關：普氏南鰍